# 脳みそホエホエ
脳みそホエホエ（のうみそホエホエ、1976年9月28日 - ）は日本の漫画家・イラストレーターである。

## 来歴
パソコン雑誌「コンプティーク」（角川書店）などへのイラスト投稿を経て、「パソコン批評」（マイクロデザイン出版局）、「ゲーム批評」（マイクロデザイン出版局）、「ゲーマガ」（ソフトバンククリエイティブ）などで挿絵や漫画の仕事を手掛ける。
2002年、PCCWJ（ジャレコの当時の社名）より配信が開始されたiアプリ対応ゲーム『だいやるんば!』のキャラクターデザインを担当。以後、PCCWJが配信する携帯電話向けJavaアプリケーションゲーム各種のキャラクターデザインを担当している。
2010年、バンダイナムコゲームスより配信が開始されたiアプリ対応ゲーム『大突撃』のキャラクターデザインを担当した。
パソコンゲームのCGグラフィックやSDキャラクター（デフォルメされたキャラクター）のデザインなども行っている。
漫画家としての活動に、オーガストが制作した同名ゲームのコミカライズ作品『夜明け前より瑠璃色な』、『夜明け前より瑠璃色な-Moonlight Cradle-
』の連載や、自身がキャラクターデザインを手掛けたジャレコのゲームのコミカライズ作品『魔王が墜ちる日』の連載などがある。なお電撃コミックス「夜明け前より瑠璃色なvol.1」は脳みそホエホエの初めての漫画単行本であると同時に20代最後の日に出版された。この他にコミックマーケット等の同人誌即売会にも参加し、自らが執筆した同人誌の頒布を行っている。

## 主な作品

### キャラクターデザイン
- だいやるんば!（PCCWJ）
- ごーじゃすだいやるんば!（PCCWJ）
- 待受・だいやるんば!（PCCWJ）
- るんばポーカー（ジャレコ）
- ちょこっとだいやるんば!（スタジオるんば）
- マジでだいやるんば!（スタジオるんば）
- しずくびゅーてぃほー（PCCWJ）
- シティコネクション・ロケット（ジャレコ）
- 魔王が墜ちる日（ジャレコ）
- 魔王が墜ちる日II（ジャレコ）
- 大突撃（バンダイナムコゲームス）

### SDイラスト
- オーガストファンBOX（オーガスト）
- 夜明け前より瑠璃色な（オーガスト）
- 夜明け前より瑠璃色な-Moonlight Cradle-（オーガスト）
- FORTUNE ARTERIAL（オーガスト）
- あいりすミスティリア!〜少女のつむぐ夢の秘跡〜（オーガスト、DMM GAMES）

### 漫画
- 夜明け前より瑠璃色な - 「月刊コミック電撃大王」（メディアワークス）2005年11月号から2007年5月号まで連載。
- 魔王が墜ちる日 - 「アプリ★ゲット」（スパイシーソフト）2006年6月号より連載。0話から2話の全3話で、0話以外はカラー作品。
- 魔王が墜ちる日（第2期） - 「アプリ★ゲット」2007年6月号より連載。全6回を予定していたが、雑誌の休刊により第3回の時点で未完となっている。
- 夜明け前より瑠璃色な-Moonlight Cradle- - 「電撃G's Festival! COMIC」（アスキー・メディアワークス）で連載。

### 画集
- BRAIN GATHERING★　脳みそホエホエ オーガスト作品集